# کوکا
کوکا به هر یک از چهار گیاه زراعی موجود در خانواده اریتروکسیلاسه(Erythroxylaceae) و بومی غرب آمریکای جنوبی گفته می‌شود. این گیاهان به دلیل دارا بودن ترکیب آلکالوئیدی کوکائین مورد توجه هستند. این گیاهان را در کشورهای پرو، آرژانتین، کلمبیا، بولیوی و اکوادور کشت می‌کنند. شرکت کوکاکولا طی سال‌های ۱۸۸۵ تا ۱۹۰۳ از عصارهٔ برگ این گیاه در محصولات و تولیدات خود استفاده می‌کرد. استخراج کوکائین خالص از گیاهان کوکا فرایندی نسبتاً ساده بوده و این فرایند با روش استخراج اسید–باز قابل انجام است. این روش نیاز به چند ترکیب و محلول شیمیایی دارد.